# Hrabstwo Wise (Wirginia)

Piramida wieku hrabstwa

Hrabstwo Wise – hrabstwo w USA, w stanie Wirginia, według spisu z 2000 roku liczba ludności wynosiła 40 123. Siedzibą hrabstwa jest Wise.

## Geografia
Według spisu hrabstwo zajmuje powierzchnię 1050 km², z czego 1047 km² stanowią lądy, a 3 km² – wody.

### Miasta
- Appalachia
- Big Stone Gap
- Coeburn
- Pound
- Wise

### CDP
- Riverview